# Aloe pillansii
Aloe pillansii är en grästrädsväxtart som beskrevs av L.Guthrie. Aloe pillansii ingår i släktet Aloe och familjen grästrädsväxter. Inga underarter finns listade i Catalogue of Life.

## Bildgalleri

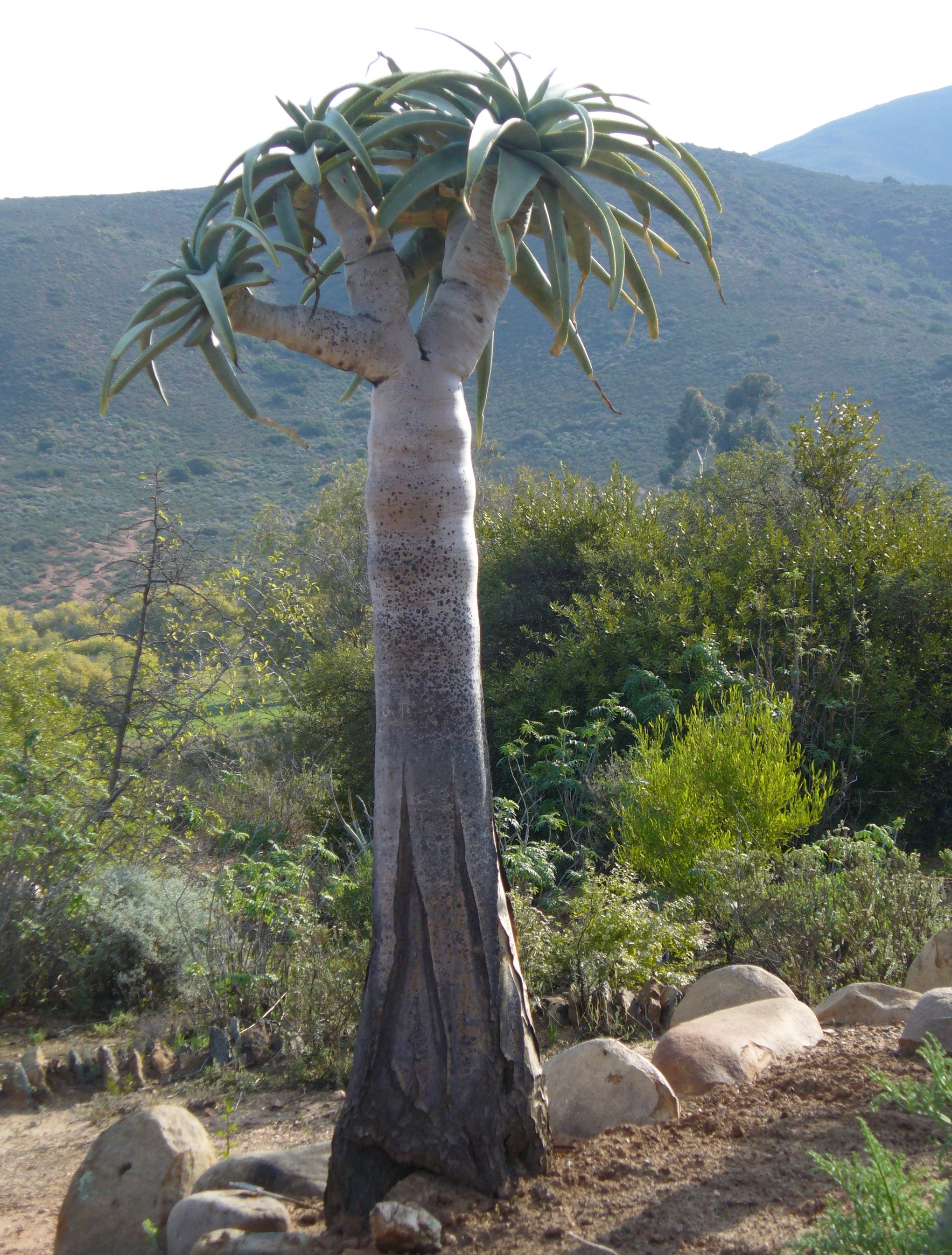
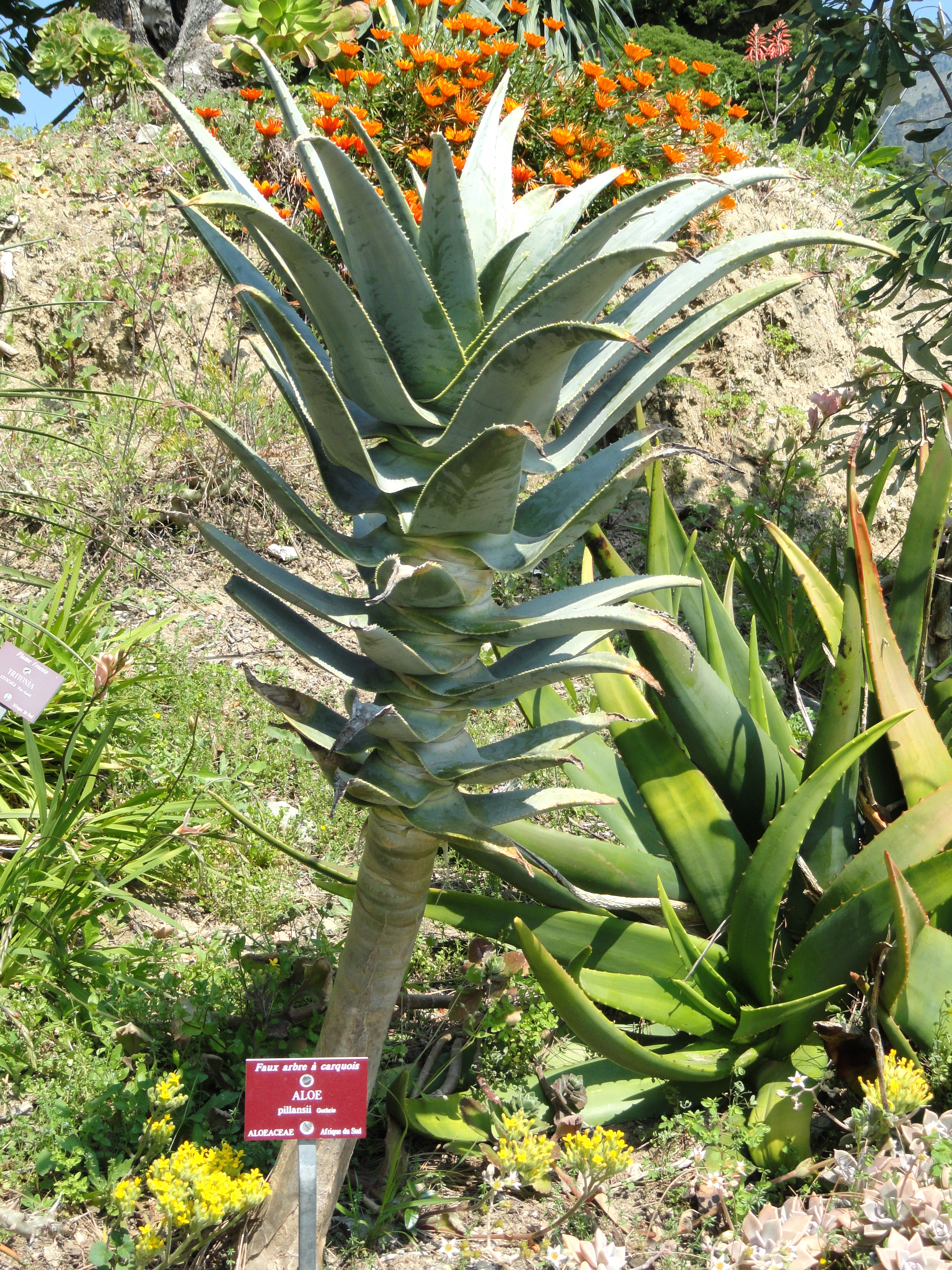